# ルカ・バルディッセリ

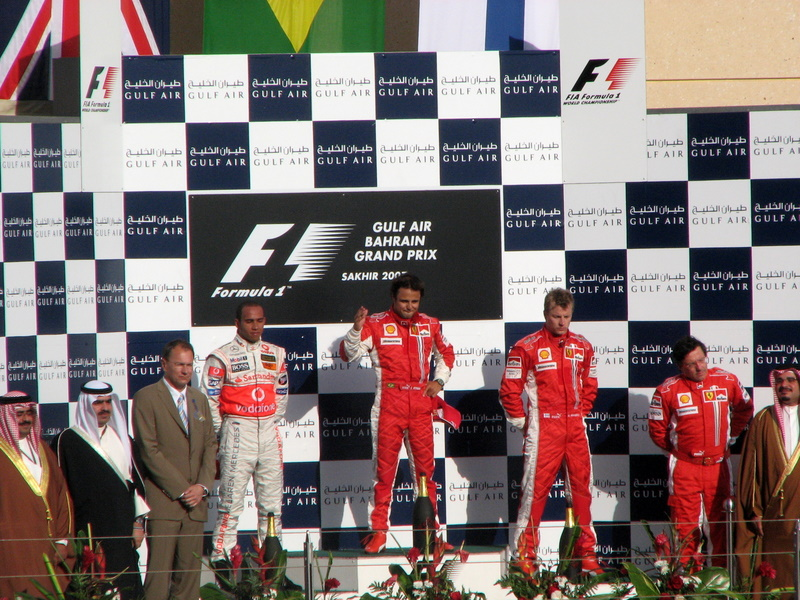
キミ・ライコネンの右にいる男性。（2007年バーレーンGP表彰式）

ルカ・バルディッセリ（Luca Baldisserri 1962年12月11日 -）はイタリア・ボローニャ出身のF1エンジニア。愛称はBaldo（イタリア語で「大胆な」の意）。

## 経歴
イタリアの大学で電子工学の学位を取得後、1989年にスクーデリア・フェラーリへ加入。1994年までギアボックスとサスペンション部門の責任者としてF1マシンの開発に携わった。
1995年からはレースエンジニアとしてゲルハルト・ベルガー、エディ・アーバイン、ミハエル・シューマッハの各ドライバーを担当。その後、チーフ・レースエンジニアを経て、2006年に長期休暇でチームを離れたロス・ブラウンの後任としてスポーティング・ディレクターとレース戦略担当に就任した。
2008年にはチームマネージャーに就任するが、翌2009年4月13日にサーキットでの役割をクリス・ダイヤーに譲ってファクトリー勤務に戻ることが発表された。これは開発部門の立て直しを目的とした異動とされたが、一方でシーズン序盤の成績不振とマレーシアGPでの戦略ミスについて責任を取らされた格好ともなった。
2009年12月に設立された「フェラーリ・ドライバー・アカデミー（FDA）」の責任者に就任し、ジュール・ビアンキ、ランス・ストロールらの育成に関わった。
2016年にはストロールがウィリアムズへ移籍した際、父親のローレンス・ストールに依頼されて共にFDAを去り、ストロールの個人コーチとしてF1デビューをサポートすることになった。